# اتونام
اتونام (انگلیسی: Ethonam) یک عامل ضدقارچی است.